# Jung Chang-yong
Jung Chang-yong (kor. 정창용, ur. 12 listopada 1981) – koreański florecista, brązowy medalista mistrzostw świata.
W 2001 roku zdobył brązowy medal drużynowo na mistrzostwach świata juniorów w Gdańsku.
Podczas mistrzostw świata w Petersburgu w 2007 roku reprezentacja Korei Południowej w składzie: Choi Byung-chul, Jung Chang-yong, Park Hee-kyung i Son Young-ki zdobyła brązowy medal w zawodach drużynowych. W rywalizacji indywidualnej zajął tam 46. miejsce.
Nigdy nie wziął udziału w igrzyskach olimpijskich.